# Праздники Республики Карелия

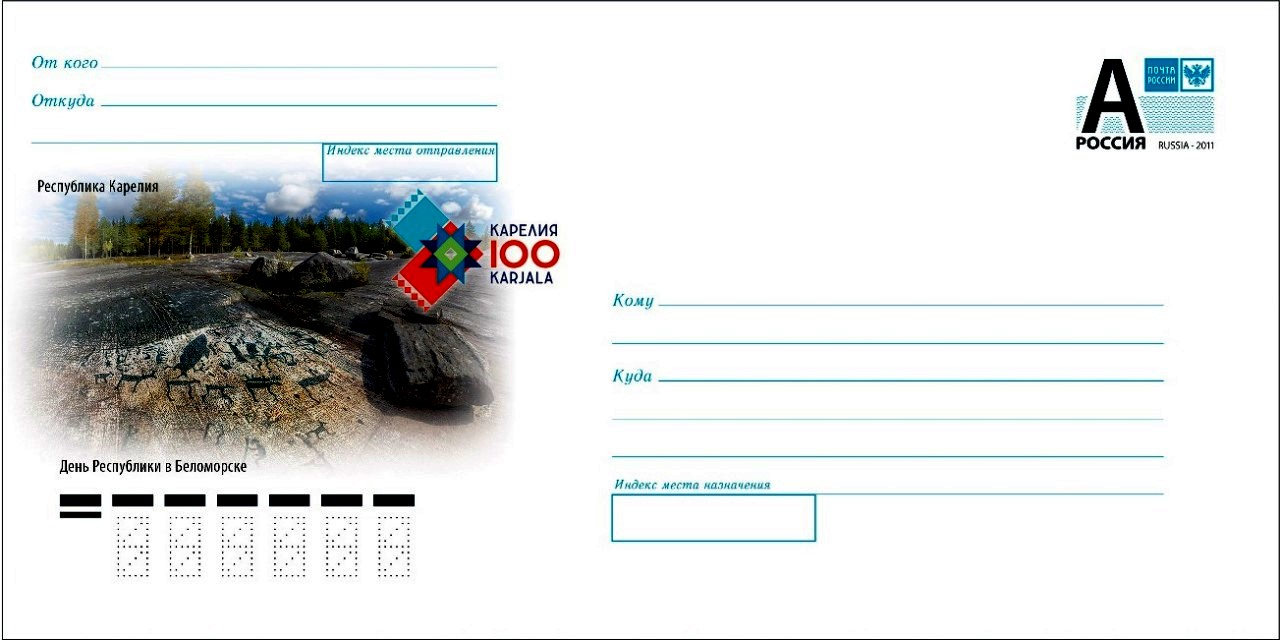
Почтовый конверт ко дню Республики Карелия

Пра́здники Респу́блики Каре́лия — официально установленные в Республике Карелия нерабочие праздничные дни, национальные праздники и памятные даты. Все официальные праздники устанавливаются законами Республики Карелия.

## Праздники и памятные дни
| Дата        | Название                                                               | Примечание |
| ----------- | ---------------------------------------------------------------------- | --- |
| 18 апреля   | День пожарной охраны Республики Карелия (профессиональный праздник)    | Установлен в 1998 году Правительством Республики Карелия. |
| 20 апреля   | День карельской и вепсской письменности                                | 20 апреля 1989 года, постановлением №119 Совета Министров Карельской АССР была принята письменность карельского и вепсского народов,что послужило отправной точкой для праздника. |
| 31 мая      | День работника культуры Республики Карелия (профессиональный праздник) | Установлен в 2000 году Правительством Республики Карелия. Законом установлено отмечать день ежегодно 31 мая, приурочив ко Всемирному дню культуры.                                |
| 8 июня      | День Республики Карелия (праздничный день)                             | Установлен в 1999 году Правительством Республики Карелия. 8 июня — день подписания в 1920 году постановления ВЦИК «Об образовании Карельской трудовой коммуны».                   |
| 16 сентября | День образования профсоюзного движения в Карелии                       | Установлен в 2011 году Правительством Республики Карелия. |
| 30 сентября | День освобождения Карелии от фашистских захватчиков (праздничный день) | Установлен в 2009 году Правительством Республики Карелия. |

Кроме официальных праздников в Республике Карелия отмечаются национальные и местные праздники, а также съезжие праздники и фестивали. Среди них Международный день родного языка, День Калевалы, праздник вепсской культуры «Древо жизни», Иванов день, День топора и другие.